# Чепурний Дмитро Іванович

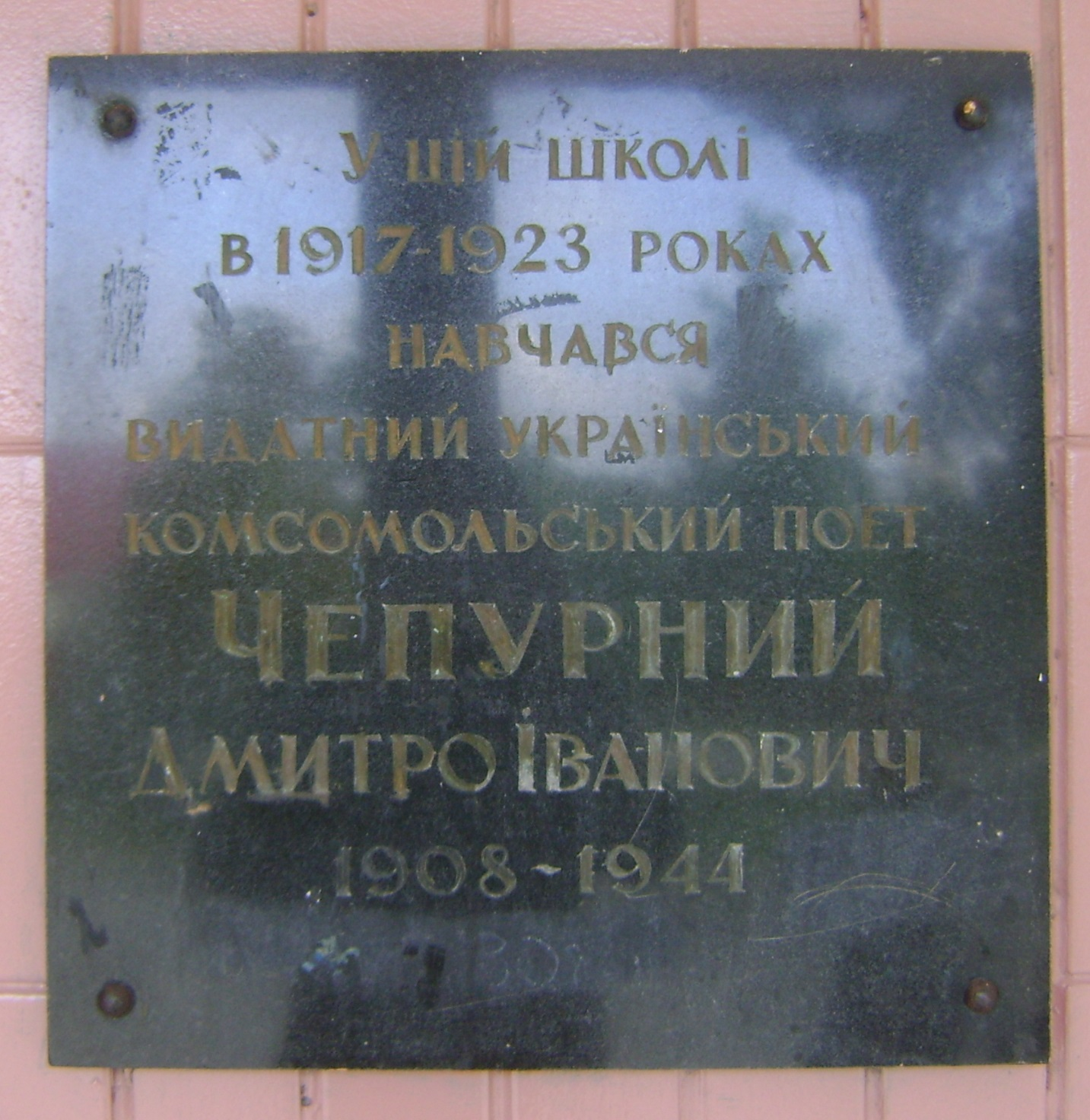
Меморіальна табличка на школі № 3 у Броварах

Дмитро́ Іва́нович Чепурни́й (нар. 25 жовтня 1908, с. Бровари, Київщина — пом. 2 червня 1944, Московська область) — український радянський поет і драматург.

## Біографія
Дмитро Іванович Чепурний народився 25 жовтня 1908 р. в с. Бровари на Київщині в родині кустаря. У 1926 р. закінчив семирічну школу, в школі входив до складу літературного гуртка, яким керував учитель Г.Равчук.
Закінчив Київський інститут народної освіти
Друкувався в молодіжних часописах «Молодий більшовик», «Комсомолець України», журналах «Глобус», «Життя і революція». Належав до організації українських письменників «Молодняк».
Писав вірші для дітей. Перекладав з білоруської мови. Працював на будовах, на шахтах Донбасу і Кузбасу.

## Творча діяльність
Працював на редакційній роботі, секретарем драматичної секції Спілки письменників України.
Належав до літературних організацій «Молодняк», ВУСПП, СП СРСР.
У 1963 році вийшла в світ книга віршів «Наша молодість цвіте», видавництво «Радянський письменник».

## Твори
Збірки поезій
- «Комсомольські будні» (1929),
- «Земля» (1930),
- «Кольчина біографія» (1930),
- «Сімнадцять» (1931),
- «Зміна йде» (1932),
- «Фронти» (1932),
- «Фрагменти» (1934),
- «Наша молодість цвіте» (1963), П'єси
- «Завтрашній колгоспник» (1933)
- «Зустрічі весни» (1933).

## Репресії
Арештований 23 квітня 1937 року в Києві.
Справа Дмитра Чепурного була взаємопов'язана зі справами Бориса Коваленка, Гната Проня, Володимира Ярошенка та Михайла Мороза.
На першому ж допиті заявив: «Ні, винним себе в контрреволюційній діяльності не визнаю. Арештованих Проня, Коваленка, Ярошенка, Мороза як учасників націонал-фашистської організації я не знаю». Та згодом змушений був взяти на себе вину (протизаконні методи слідства він разюче описав у скаргах в різні урядові інстанції з місць ув'язнення).
В обвинувальному висновку стверджується, що Чепурний «був учасником контрреволюційної націонал-фашистської троцькістської терористичної організації, пов'язаної з контрреволюційною троцькістсько-зінов'євською терористичною організацією, яка вчинила 1 грудня 1934 року підле вбивство тов. Кірова». Цей документ написаний оперуповноваженим НКВС УРСР Проскуряковим і затверджений заступником наркома внутрішніх справ УРСР Івановим та помічником прокурора СРСР Рогинським.
На закритому судовому засіданні Військової колегії Верховного Суду СРСР 15 липня 1937 року Д. Чепурний був засуджений до тюремного ув'язнення строком на 10 років із ураженням політичних прав на 5 років і з конфіскацією належного йому майна.
Дмитро Чепурний відбував ув'язнення в тюрмах міста Володимира, Новосибірської та Московської областей.
13 серпня 1940 року подав заяву про перегляд своєї справи, але вирок Військової колегії залишили в силі.
Невдовзі знову звернувся зі скаргою на ім'я Генерального прокурора СРСР, в якій писав: «Я заперечував несправедливе обвинувачення, але, не винісши всіляких погроз з боку слідчого, підписав написаний слідчим Самохваловим протокол про те, що завербований Пронем і Коваленком. Ніяких зізнань і очних ставок, які я вимагав, мені надано не було». Щодо Г. Проня і Б. Коваленка, пояснював: "Я знав цих людей до їх арешту, як членів ВКП(б), як критиків. Ніколи і ніде вони мене не вербували в контрреволюційну організацію. Слідчий Самохвалов мене запевняв у тому, що я міг не знати про вербовку, а ці люди мене «вважали за свого».
Проте й ця скарга не була почута.
За довідкою УНКВС по Московській області помер Д. Чепурний у місцях ув'язнення 2 червня 1944 року.

## Цитата зі сталінських списків[1]
- ЧЕПУРНЫЙ Дмитрий Иванович

26.06.37 Украинская ССР, г. Киев Кат.2
- За Сталин, За Каганович, За Ворошилов

Одночасно з ним, у той саме день, тільки вирок на негайну смерть, від трьох катів радянського народу отримали письменники Юрій Вухналь, Віталій Чигирин, брат Остапа Вишні — Василь Чечвянський-Губенко, Олексій Ґедзь, Борис Коваленко, Володимир Ярошенко, Іван Калянник, Гнат Пронь, Анатолій Волкович, художники — Михайло Бойчук та четверо його учнів: Іван Падалка, Іван Липківський, Василь Седляр, Іван Орел-Орленко, економіст Корній Тараненко, директор Державної бібліотеки ВУАН (нині — ім. Вернадського) Василь Іванушкін, та директор «Березіля» Олексій Лозорішак.

## Реабілітація
Військовою колегією Верховного Суду СРСР 8 травня 1958 року вирок стосовно Чепурного Д. І. скасовано, а справу припинено за відсутністю злочину.
Дмитро Чепурний був реабілітований посмертно.

## Вшанування
- На честь Дмитра Чепурного у Броварах названо вулицю.
- На будівлі школи № 3 у Броварах, де з 1917 по1923 роки навчався Чепурний, встановлено меморіальну табличку.